# 隠しトラック
隠しトラック（かくしトラック）は、音楽作品を収録したメディアにおいて、クレジットされていないボーナス・トラックである。「隠し曲」「シークレット・トラック」 (Secret Track) や「ヒドゥン・トラック」 (Hidden Track) とも呼ばれる。パーソナルコンピュータでアクセスできるようになって以降は、イースターエッグの一種にも含まれる。

## 概説
購買者やファンに向けてのサプライズやサービスといった目的で製作される。発売前に「ボーナストラック収録」などと銘打って発売されることもあれば、告知も一切せずに作品を聴いて初めて発覚するといったこともある。
音楽トラック以外にも、ジャケット等に明記なくデータトラックが存在し、特典映像や壁紙が記録されているものも存在する。また、一部ゲームソフトにはゲームソフトのデータが記録されている領域とは別にオーディオトラックが存在し、ゲーム機以外での再生に対する警告メッセージなどが記録されている場合があり、これも隠しトラックと呼ばれる場合がある。
音楽メディア以外でも映像メディアにおいて、映像特典をDVDやBlu-ray Discの隠しトラックとして収録する場合がある。その場合、本編においてプレイバックコントロール機能を用いて隠しコマンドを潜ませたり、再生メニューにおいて特典画像ライブラリー内で特定の操作をすると、イースターエッグ的な映像特典が収録されている場合がある。
具体的には、例えばビートルズは、『Sgt. Pepper's Lonely Hearts Club Band』に「Sgt. Pepper Inner Groove」を収録している。また『The Beatles』には、「Cry Baby Cry」のあとに「Can You Take Me Back」という、アルバム本編の中盤に突然現れる未クレジットのトラックを収録している。一方『Abbey Road』はLP発売当時、最終曲の後に「Her Majesty」を隠しトラック扱いで収録していたが、CDでは正式にクレジットされた。
日本のロックバンドBUMP OF CHICKENは一部のシングル、アルバムの初回限定盤特典DVD（またはBlu-ray）、および映像作品を除き、リリースされた作品（CD作品のみならずDVD・Blu-ray作品も含む）全てに隠しトラックを収録している。

### 隠し方
主に2種類の隠し方がある。最終曲の後ろに収録する方法と、1曲目の前に収録する方法である。
最終曲の後ろに収録する方法には、最終曲の後ろに新たなトラックを作る方法と、数十秒～数分の無音部分を入れその後に収録する方法がある（前述「Sgt. Pepper Inner Groove」など）。前者の場合無音トラックを数トラック挟むこともある。稀に、最終曲ではない曲の後ろに数十秒～数分の無音部分を入れその後に収録した作品もある（前述「Can You Take Me Back」など）。
1曲目以前に曲を収録するにはギャップを用いる。ギャップは「曲間」とも言い、次の曲が続けて再生されない様、数秒の「空き」を情報としてCDに書き込んだものである。よって、前の曲とのつながりが問題にならない1曲目に関しては、通常はギャップを入れる必要がないため、普通に再生しただけではCDプレーヤーが読み取る事をせず、曲が「隠せる」のである。また、この収録方法に関しては、ボーナストラックに対して「マイナストラック」と呼ばれることもある。
ギャップを用いて1曲目以前に曲を隠した場合、その曲は頭出しができず、1曲目を再生直後に「巻戻し」ボタンを押すと再生できる。しかし、一部のCDプレーヤーでは1曲目の先頭より前には巻き戻す事ができないため、その様な機種では再生できない。また、ギャップを利用した隠し曲は、Windows Media PlayerやiTunesなどの一般的な音楽ソフトウェアではパソコンに取り込む事ができない。ただし、Exact Audio Copyなど一部のソフトウェアを用いればWAVファイルとして取り込む事もできる。Exact Audio Copyは隠しトラックの書き込みにも対応している。

### 隠しトラックの曲名
ジャケットや歌詞カードには通常は隠しトラック曲の曲名や歌詞は掲載されないため、曲名がいまだ不明である隠しトラックの曲はいくつか存在する。しかし日本のメジャーアーティストの場合、CDに収録された曲は必ず日本レコード協会及び楽曲管理会社へ正式な曲名を申請しなくてはいけないため、アーティストが公表する・しないに関わらず隠しトラックの曲にも必ず曲名が存在する。インディーズ時代は隠しトラックにして曲名を公表しなかった曲がメジャーデビュー後にリメイクされて曲名が公表された例もある。(例)たまの「まちあわせ」はナゴムレコード時代に出したLP「しおしお」では、A面最後に1番、B面最後に2番を収録していたが、ジャケットに曲名を記載していなかった。メジャーデビュー後の3rdシングル『夕暮れ時のしびしさに』のカップリング(3曲目)で1番と2番を歌うフルバージョンでリメイク。『たま ナゴムコレクション』では、LP収録当時分けられていた1番と2番の間に数秒無音を挟んでリメイクと同じ構成で1トラックにしてフルバージョンにして収録した。